# Lamprotes concha
Lamprotes concha är en fjärilsart som beskrevs av Fabricius 1787. Lamprotes concha ingår i släktet Lamprotes och familjen nattflyn. Inga underarter finns listade i Catalogue of Life.